# Pete Péter
Pete Péter (Zalaegerszeg, 1953. január 7. – Budapest, 2022. szeptember 19.) közgazdász, a 21. századi magyar közgazdaságtudományi képzés egyik legismertebb alakja.

## Élete és munkássága
Középiskolai tanulmányait már Székesfehérváron végezte. 1971-ben kezdte meg tanulmányait a Marx Károly Közgazdaságtudományi Egyetemen. 1977-ben szerezte meg közgazdász diplomáját. 1978-tól a Budapesti Műszaki Egyetem Politikai Gazdaságtan Tanszékén kezdett dolgozni tanársegédként. 1979-ben egyetemi doktori fokozatot szerzett. 1980-tól az Magyar Tudományos Akadémia Közgazdasági Kutatóintézetének munkatársa lett. Itt került kapcsolatba többek között Bródy András és Kornai János neves közgazdászokkal. Megismerkedett a mainstream nyugati közgazdaságtan irodalmával is és elhatározta, hogy elméleti közgazdaságtannal fog foglalkozni. 
1985-től lehetősége nyílt az Egyesült Államokban továbbtanulni. A University of Connecticut közgazdasági doktori programjának hallgatója lett. Ez a képzés számára radikálisan új ismeretek elsajátítását jelentette. Nagy szorgalma és kiváló képességei révén már a doktori képzés közben felkérték, hogy kapcsolódjon be az alapképzéses hallgatók oktatásába, majd közvetlenül a PhD tudományos fokozat megszerzése után, 1988-tól visiting professor, majd 1990-től assistant professor pozícióban dolgozhatott tovább.
1992-ben elnyert egy vezető elemzői állást Új-Zélandon az ország államkincstárában, Wellingtonban. 1994-ben tért vissza Magyarországra, ahol ismét az MTA Közgazdasági Kutatóintézetében helyezkedett el, tudományos főmunkatársként. Kutatási tevékenysége, tankönyvei, cikkei mellett főleg oktatóként, iskolateremtőként végzett jelentős munkát. 1994-ben kezdett oktatni a Debreceni Egyetemen. Itt habilitált 2001-ben. 
2002-ben Chikán Attila, a Budapesti Corvinus Egyetem rektora felkérte a Makroökonómia Tanszék vezetésére és így az akkori egyetemi reform egyik vezetőjévé vált. Vezetésével a tanszéken jelentős oktatási és kutatási műhely jött létre. 2006-ban egyetemi tanárrá nevezték ki.
Chikán Attila távozása után, a kiújult szakmai viták közepette, 2007-ben elhagyta a Budapesti Corvinus Egyetemet. A modern közgazdaságtan iránt elkötelezett közgazdászokkal ekkor indították el az ELTECON projektet a közgazdasági alapképzés számára és hozták létre a Közgazdaságtudományi Tanszéket az ELTE Társadalomtudományi Karán. Az ELTECON projekt kiemelkedően sikeresnek bizonyult a magyar közgazdasági felsőoktatásban. Számos hallgatója folytathatta tanulmányait a világ vezető közgazdasági graduális képzéseiben, illetve nemzetközi szinten is vezető közgazdasági tanácsadó cégeknél, vállalatoknál, nemzetközi szervezeteknél, pénzügyi intézményeknél, egyetemeken, vagy kutatóintézeteknél helyezkedhetett el. 
2020-ban vonult nyugdíjba, majd súlyos betegség után, 2022. szeptember 19-én hunyt el.

## Főbb művei
- A kakaóbab és a nyerskávé importár-kasszájának állami támogatása és ennek hatása a magyar édesipar gazdálkodására. 1968–1977; KOPI, Budapest, 1979
- Oblath Gábor–Pete Péter: A finn-szovjet gazdasági kapcsolatok fejlődése, mechanizmusa és intézményrendszere; Kopint, Budapest, 1985 (angolul is)
- Verseny a külkereskedelemben. Esettanulmány a Generalimpex példáján; MTA Közgazdaságtudományi Intézet, Budapest, 1987 (Tanulmányok a gazdaság irányításáról és szervezetéről)
- Görömbey Péter–Pete Péter: Makromodellek; Kossuth Egyetemi Kiadó, Debrecen, 1998
- Bevezetés a monetáris makroökonómiába; Osiris, Budapest, 1996 (Osiris tankönyvek)

## Elismerései
- Akadémiai Ifjúsági Díj (1985)
- A Magyar Nemzeti Bank Popovits-díja (2008)
- Magyar Felsőoktatásért Emlékplakett (2012)